# Sturnira mordax
Sturnira mordax es una especie de murciélago de la familia Phyllostomidae.

## Distribución geográfica
Se encuentra en Colombia, Costa Rica y Panamá.